# Talla 2XLC
Andreas Tomalla alias Talla 2XLC je jedním z průkopníků německé, ale i celosvětové techno a trance hudební scény. Jeho působení jako DJe a hudebního producenta je méně komercializované v porovnání se srovnatelně známými umělci a proto také v techno scéně platí za skutečného umělce. Tomalla má dva bratry, žije ve Frankfurtu nad Mohanem, je ženatý a bezdětný.